# Jonathan Rowson
Jonathan Rowson (nacido el 18 de abril de 1977 en Aberdeen, Escocia) es un ajedrecista y escritor británico, que ostenta el título de Gran Maestro, siendo el tercer escocés de la Historia en obtenerlo, después de Paul Motwani y de Colin McNab
En la lista de ELO de la FIDE de mayo de 2012, tenía un ELO de 2581 puntos, lo que hacía el jugador número 1 (en activo) de Escocia. Su máximo Elo fue de 2599 puntos , en la lista de julio de 2005 (posición 144 en el ranking mundial).

## Trayectoria como ajedrecista
Hizo su debut en Escocia formando parte del equipo nacional escolar de Primaria, en un encuentro contra Inglaterra en 1988. En esa época asistía a la Escuela Primaria de Skene Square, y más tarde asistió al Aberdeen Grammar School, donde un profesor de Matemáticas, Michael Wilson, organizó y alentó al equipo de la escuela. Aunque el 1988 no fue el mejor jugador en su grupo de edad, su progreso fue rápido y comenzó a competir en el escenario mundial en 1991, ganando una medalla de plata en el Campeonato de Europa Sub-18 en 1995, celebrado en Żagań, sólo superado por el polaco Robert Kempinski.
Después de un año estudiando a fondo el Ajedrez como consecuencia de este éxito, fue al Keble College de la Universidad de Oxford, donde se graduó en Filosofía, Política y Economía. Rowson es un ferviente seguidor del pensamiento oriental y, después de un año en la Universidad de Harvard, completó su tesis doctoral sobre la Sabiduría en la Universidad de Bristol, bajo la supervisión de Guy Claxton.
Fue segundo en el Campeonato de Europa Sub-20 de 1997, y alcanzó su tercera y definitiva norma de Gran Maestro (y con ella, el título), en el Campeonato de Escocia de 1999. Ganó nuevamente este campeonato los años 2001 y 2004, y obtuvo un poco frecuente doblete al ganar también en 2004 el Campeonato británico. Defendió el título del Campeonato británico con éxito en 2005 y nuevamente en 2006. También ganó el Campeonato abierto de ajedrez de Canadá de 2000 (empatado a puntos con Joel Benjamin y Kevin Spraggett), celebrado en Edmonton.
En 2002, obtuvo la victoria en Torneo de Pula., y el Campeonato Mundial Abierto de Ajedrez, celebrado en Filadelfia, empatado con Kamil Miton (vencedor del playoff final), Ilya Smirin, Alexander Onischuk, Artur Yusupov, Jaan Ehlvest, Aleksander Wojtkiewicz, Benjamin Finegold y Varuzhan Akobian. Asimismo, logró el título, empatado con Vasilios Kotronias, en el Congreso Internacional de Hastings de Ajedrez de 2003/04.

## Partidas seleccionadas
- Jonathan Rowson vs Kaido Kulaots, DEN-chJ 1996, Sicilian Defense: Najdorf, Amsterdam Variation (B93), 1-0
- Jonathan Rowson vs Neil R McDonald, London Agency 1998, Slav Defense: Exchange Variation (D13), ½–½
- Jonathan Rowson vs Bogdan Lalic, BCF-chT 9899 (4NCL) 1998, Caro-Kann Defense: Classical Variation (B18), ½–½
- Jonathan Rowson vs Nick DeFirmian, 2nd Milk Tournament 2003, Sicilian Defense: Najdorf Variation, English Attack Anti-English (B90), 1-0